# رينزو بالمر
رينزو بالمر (بالإيطالية: Renzo Palmer)‏ هو ممثل إيطالي، ولد في 20 ديسمبر 1929 بميلانو في إيطاليا، وتوفي بنفس المكان في 4 يونيو 1988 بسبب سرطان.

## أعمال

### أفلام
- (1976) ذا كساندرا كروسينغ

## وصلات خارجية
- رينزو بالمر على موقع IMDb (الإنجليزية)
- رينزو بالمر على موقع ألو سيني (الفرنسية)
- رينزو بالمر على موقع أول موفي (الإنجليزية)
- رينزو بالمر على موقع قاعدة بيانات برودواي على الإنترنت (الإنجليزية)
- رينزو بالمر على موقع قاعدة بيانات الأفلام السويدية (السويدية)
- رينزو بالمر على موقع قاعدة بيانات الفيلم (الإنجليزية)
- رينزو بالمر على موقع كينوبويسك (الروسية)